# أولاف كريستوفر جنسن
أولاف كريستوفر جنسن (بالبوكمول: Olav Christopher Jenssen) هو نحات ورسام ولاعب كرة قدم وأستاذ جامعي وراسم نرويجي، ولد في 2 أبريل 1954 في Sortland (town) ‏ في النرويج. لعب مع نادي لين.

## وصلات خارجية
- أولاف كريستوفر جنسن على موقع مونزينجر (الألمانية)
- أولاف كريستوفر جنسن على موقع ديسكوغز (الإنجليزية)